# 浅川マキ (アルバム)
『浅川マキ』（あさかわマキ）は、日本の歌手・浅川マキのコンパクト盤。1971年に東芝音楽工業より発売。規格品番：ETP-4277。価格は¥600（発売当時）。

## 解説
浅川マキが生前、唯一発表したと思われるコンパクト盤（ミニ・アルバム）である。発売時期の詳細など殆どの経緯が不明であるが、収録された音源の内容からアルバム『浅川マキの世界』発表（1970年9月5日）からシングル「港の彼岸花」の発表（1971年4月5日）までの時期の前後であろうと推定される。
収録音源は「かもめ」以外、シングル・ヴァージョンとアルバム・ヴァージョンが混在している（収録内容は後述→#収録曲）。
ジャケット写真は向って左手にステージにて歌唱する立ち姿が、右手に「港の彼岸花」のジャケットにも用いられた写真を反転（鏡像に）させた肖像写真がコラージュされデザインされている。どちらが鏡像であるかは不明。
ジャケット裏面には収録された4作品の歌詩と共に「歌 浅川マキ　演奏）東芝レコーディング・オーケストラ」とクレジットされている（実際の演奏者の詳細は後述→#演奏者）。また作詩・作曲・編曲もそれぞれ名義が記載されているが、何故か「港の彼岸花」の表記だけはローマ字で記載されている。また樹木のシルエットに白でNEW FOLKと文字が入ったロゴタイプがプリントされている。
東芝は当時コンパクト盤シリーズとして”コンパクト7”をリリースしていた実績があり、本作に”コンパクト7”の名は見受けられないもののコンパクト盤リリースの一環として企画・制作・発売されたものと考えられる。

## 収録曲
- 全編曲：山木幸三郎

### Side A
1. 夜が明けたら (Single Version.)
  - 作詩[2]・作曲：浅川マキ

「蠍座」でのライヴ実況録音。曲の終わりにはSE（機関車の出発音、航空機の離陸音）が挿入されている。
2. かもめ
  - 作詩：寺山修司／作曲：山木幸三郎

### Side B
1. 港の彼岸花 (Single Version.)
  - M. Asakawa, R. Nakanishi ― K. Suzuki Arr. by Kozaburo Yamaki

（作詩：浅川マキ／補作詩：なかにし礼／作曲：鈴木薫／編曲：山木幸三郎）
シングル・ヴァージョンを収録。
2. ちっちゃな時から (Album Mix.)
  - 作詩：浅川マキ／作曲：むつひろし

『浅川マキの世界』制作時に曲の終わりに挿入されたSEが僅かながら入っており、そのままフェード・アウトする。

## クレジット

### 演奏者
- 浅川マキ - 歌

- 東芝レコーディング・オーケストラ - 演奏

（実際に参加した演奏者の詳細は、各々の当該記事を参照。）
- 浅川マキの世界#演奏者

- 「夜が明けたら」「かもめ」「ちっちゃな時から」

- MAKI_II#演奏者

- 「港の彼岸花」